# Inmaculada Loroño Ormaetxea
Inmaculada Loroño Ormaetxea (Bilbao, 1959) és una política basca. Llicenciada en biologia, treballa en una residència assistida a Leioa. Militant del Partit Nacionalista Basc, ha estat tinent d'alcalde (1983-1987) i alcaldessa de Morga (1987-1995) i diputada d'acció social de la Diputació Foral de Biscaia de 1995 a 1999. Fou elegit diputat a les eleccions al Parlament Basc de 1994, però dimití el 1995. Posteriorment fou escollida senadora per Biscaia a les eleccions generals espanyoles de 2000 i 2004.